# Campeonato Europeu de Halterofilismo de 1957
O 37º Campeonato Europeu de Halterofilismo foi organizado pela Federação Internacional de Halterofilismo em Katowice, na Polónia entre 19 a 22 de setembro de 1957. Foram disputadas sete categorias.

## Medalhistas
| Evento                     | Ouro                                 | Ouro     | Prata                                    | Prata    | Bronze                          | Bronze   |
| -------------------------- | ------------------------------------ | -------- | ---------------------------------------- | -------- | ------------------------------- | -------- |
| Galo (56 kg)               | Vladimir Viljovski · União Soviética | 302,5 kg | Marian Jankowski · Polónia               | 300,0 kg | Zbigniew Rusinowicz · Polónia   | 290,0 kg |
| Pena (60 kg)               | Rafael Chimishkian · União Soviética | 340,0 kg | István Balogh · Hungria                  | 310,0 kg | Georg Miske · Alemanha Oriental | 307,5 kg |
| Leve (67,5 kg)             | Ravil Jabutdinov · União Soviética   | 375,0 kg | Jan Czepułkowski · Polónia               | 352,5 kg | Marian Zieliński · Polónia      | 347,5 kg |
| Médio (75 kg)              | Jasan Yagly-Ogly · União Soviética   | 400,0 kg | Marcel Paterni · França                  | 390,0 kg | Jan Bochenek · Polónia          | 380,0 kg |
| Meio-pesado-leve (82,5 kg) | Mark Rudman · União Soviética        | 422,5 kg | Václav Pšenička · Tchecoslováquia        | 402,5 kg | Ireneusz Paliński · Polónia     | 400,0 kg |
| Meio-pesado (90 kg)        | Czesław Białas · Polónia             | 420,0 kg | Klaus-Dieter Göhring · Alemanha Oriental | 390,0 kg | Zdeněk Srstka · Tchecoslováquia | 382,5 kg |
| Pesado (+ 90 kg)           | Yevgueni Novikov · União Soviética   | 480,0 kg | Eino Mäkinen · Finlândia                 | 440,0 kg | Václav Syrowy · Tchecoslováquia | 425,0 kg |

## Quadro de medalhas
| Ordem | País              | Medalha de ouro | Medalha de prata | Medalha de bronze | Total |
| ----- | ----------------- | --------------- | ---------------- | ----------------- | ----- |
| 1     | União Soviética   | 6               | 0                | 0                 | 6     |
| 2     | Polónia           | 1               | 2                | 4                 | 7     |
| 3     | Tchecoslováquia   | 0               | 1                | 2                 | 3     |
| 4     | Alemanha Oriental | 0               | 1                | 1                 | 1     |
| 5     | Finlândia         | 0               | 1                | 0                 | 1     |
| 5     | França            | 0               | 1                | 0                 | 1     |
| 5     | Hungria           | 0               | 1                | 0                 | 1     |
| Total | Total             | 7               | 7                | 7                 | 21    |